# Charlotte Posenenske
Charlotte Posenenske, geborene Mayer (* 28. Oktober 1930 in Wiesbaden; † 3. Oktober 1985 in Frankfurt am Main) war eine deutsche Malerin und Bildhauerin des Minimalismus.

## Werdegang
Als Tochter eines jüdischen Vaters hatte Charlotte Posenenske die Zeit des Nationalsozialismus in Deutschland in einem Versteck in Wiesbaden überlebt. Nach 1945 arbeitete sie im Malersaal des Hessischen Staatstheaters in Wiesbaden und wurde, nach dem Abitur, 1951 Studentin von Willi Baumeister an der Stuttgarter Kunstakademie. Daneben arbeitete sie mit Baumeister an Bühnenbildern im Landestheater Darmstadt (heute Staatstheater Darmstadt). 1952 bis 1954 wurde sie Bühnen- und Kostümbildnerin an den Städtischen Bühnen in Lübeck und kehrte anschließend an das Landestheater Darmstadt zurück. Die Arbeit am Theater und die Beschäftigung mit der Bühnenarchitektur hatten großen Einfluss auf ihr künftiges künstlerisches Werk. 1959 zeigte sie Bilder aus Klebestreifen in einer Gruppenausstellung, 1961 folgte ihre erste Einzelausstellung bei Dorothea Loehr in Frankfurt. 1965 kam sie mit ihrem Mann nach New York und sah dort Ausstellungen des Minimalismus. Aus diesem gewann sie die Anregungen für ihr plastisches Werk. Charlotte Posenenske gab 1968 ihre künstlerische Arbeit auf, ähnlich wie ihr Kollege und späterer Galerist Konrad Fischer (siehe Zitat). Sie begann mit 38 Jahren ein Studium der Soziologie und war, nach ihrem Diplom, bis zu ihrem Tod im Jahre 1985 in sozialen Projekten tätig. Sie war mit dem Architekten Paul Friedrich Posenenske verheiratet. Ab 1968 lebte und arbeitete sie mit dem Publizisten Burkhard Brunn, der bis zu seinem Tod auch ihren Nachlass verwaltete.

## Werk
Charlotte Posenenske war eine bedeutende Künstlerin der 1960er Jahre, die mit ihren minimalistischen Arbeiten, Objekten und Skulpturen Einfluss auf die deutsche Kunst der 1970er Jahre hatte. Ihre künstlerische Entwicklung begann Ende der 1950er Jahre mit Gemälden, die einen Reliefcharakter hatten. Es waren mit Öl- oder Acrylfarbe gespachtelte Bilder auf Papier oder Hartfaserplatte. Ab 1965 griffen ihre Plastischen Bilder, mit grau gespritztem Alublech gefertigt, bereits in den Raum hinein, ab 1966 folgten ihnen plastischen Arbeiten. Ihr plastisches Hauptwerk entstand in den nur zwei Jahren bis 1968.
Posenenske fertigte ihre Raumskulpturen mit scheinbar industriell hergestellten Elementen, wie Winkelblechen, Wellpappe, Vierkantrohren und Spanplatten, die sich meist variabel gestalten ließen und jede künstlerische Subjektivität ausblendeten. So ähneln die „Vierkantrohre Serie DW“ von 1967 (Museum für Moderne Kunst, Frankfurt am Main), bestehend aus drei gleichen Sätzen zu je vier Elementen, der Lüftungsanlage einer Produktionshalle, die an Falzen verschraubt, beliebig variiert werden können. Ihr Anliegen war es, das traditionelle, autonome Kunstwerk durch ein industrielles Artefakt zu ersetzen, das sich in großer Auflage günstig herstellen ließ. Es sollte allein durch die Herauslösung aus seiner unmittelbaren, alltäglichen Funktion als ein ästhetischer Gegenstand erkennbar sein.
Auch ihr Objekt „Drehflügel Serie E“, 1967/68 (Tate Gallery, London) – ihr letztes Werk als Künstlerin – ist mit einfachen Mitteln wie Blechplatten, Rohren und Spanplatten hergestellt. Sechs große, völlig plane Türflügel sind auf einer quadratischen 2 × 2 m großen Bodenplatte in Achsen beweglich gelagert und können vom Betrachtenden, dem „Konsumenten“, in ihrer Stellung sowohl zu einem geschlossenen Raum bis hin zu einem Flügelobjekt, beliebig verändert werden. „Die Objekte Posenenskes formulieren in symbolischer Weise einen demokratischen Kunstanspruch und gewinnen für den Bereich der bildenden Kunst teilweise wieder gesellschaftliche Funktionen zurück, die bereits vor dem Entstehen der modernen Kunst weitgehend verloren gegangen waren.“
In Posenenskes Werk nehmen Zeichnungen, meist als Entwurfszeichnungen für noch auszuführende Skulpturen und Rauminstallationen, aber auch autonome Arbeiten auf Papier eine besondere Rolle ein. Bei den in den 1965er Jahren ausgeführten kleinformatigen Streifenbildern erprobt sie die ästhetische Wirkung einfacher, billiger Materialien, wie farbige Klebebänder, dicke Filz- oder Fettkreidestifte auf weißen, quadratischen Flächen. Diese Arbeiten tragen, im Gegensatz zu ihren Skulpturen, durch die deutlichen Spuren ihrer Herstellung die individuelle Handschrift der Künstlerin. Die Streifenbilder verbinden sich formal mit ihrem 1968 unter Mitwirkung von Peter Roehr und Paul Maenz produzierten Film in Super-8-Format, der in kurzen Einstellungen Impressionen einer Fahrt durch Holland zeigt. „Im Blick aus dem fahrenden Auto auf die vorbeiziehende Landschaft verzerren sich die Gegenstände zu farbigen Streifen.“ (Eva Schmidt)
Posenenske war mit den ebenfalls in Frankfurt am Main lebenden Künstlern Peter Roehr und Thomas Bayrle und dem späteren Kunsthändler Paul Maenz befreundet. Burkhard Brunn schenkte 2011 dem Museum für Moderne Kunst (MMK) in Frankfurt am Main 50 Werkstücke der Künstlerin aus dem Jahre 1967, welches somit eine der größten Werkgruppen Posenenskes besitzt.
Ihre Werke aus der plastischen Periode 1966 bis 1968 entstanden bewusst aus billigen, industriellen Materialien. Posenenske ließ sie in Serie herstellen und verkaufte sie zum Selbstkostenpreis, um den Warencharakter der Kunst hervorzuheben; sie dachte sogar an die Möglichkeit einer Massenproduktion. Auf Einkommen aus der Kunst war sie dank des Erbes eines vermieteten Wohnhauses nicht angewiesen. Ihr Nachlassverwalter Burkhard Brunn (1936–2021) setzte diese Überzeugung fort. Er produzierte nach Bedarf weitere Exemplare ihrer Werke und verkaufte sie zum Galeriepreis aus Herstellungskosten plus Kommunikation etc. aber ohne Gewinnspanne. Eine Wertsteigerung kann deshalb kein Sammler erwarten, da entsprechend der Nachfrage jederzeit neue Exemplare gefertigt werden können. Aktuell wird Posenenskes Nachlass von der Galerie Mehdi Chouakri vertreten. Die vorerst größte Werkschau mit den Objekten Posenenskes fand 2019 im Museum Dia:Beacon USA statt, die Ausstellung wurde in Zusammenarbeit mit dem MACBA, Barcelona, der Kunstsammlung Nordrhein-Westfalen in Düsseldorf und dem Mudam Luxemburg ausgerichtet.

## Zitate
„Die Gegenstände sollen den objektiven Charakter von Industrieprodukten haben. /Sie sollen nichts anders vorstellen, als sie sind. Die bisherige Einteilung der Künste existiert nicht mehr: Der Künstler der Zukunft müßte mit einem Team von Spezialisten in einem Entwicklungslabor arbeiten.“
„Obwohl die formale Entwicklung der Kunst in immer schnellerem Tempo weitergegangen ist, ist ihre gesellschaftliche Funktion verkümmert./Kunst ist eine Ware von vorübergehender Aktualität, aber der Markt ist winzig und Ansehen und Preise steigen, je weniger aktuell das Angebot ist. /Es fällt mir schwer, mich damit abzufinden, daß Kunst nichts zur Lösung drängender gesellschaftlicher Probleme beitragen kann.“ Charlotte Posenenske, Statements, in: Art international, Vol. XII/5, Mai 1968

## Ausstellungen (Auswahl)
- 1958: Galerie Weiss, Kassel, Vibration
- 1961: Kunsthalle Recklinghausen, Junger Westen; Galerie Dorothea Loehr, Frankfurt am Main
- 1967: Museum Wiesbaden; Studiogalerie der Universität Frankfurt/Main, Serielle Formationen; Galerie Dorothea Loehr, Frankfurt am Main, Dies alles Herzchen wird einmal Dir gehören; Galerie Konrad Fischer, Düsseldorf (zusammen mit Hanne Darboven)
- 1968: Kunsthaus Hamburg, public eyes; Kunsthalle Nürnberg, Deutscher Künstlerbund; Galerie René Block, Berlin
- 1968: Galerie Art & Project, Amsterdam (Eröffnungsausstellung)
- 1986: Galerie Paul Maenz, Köln
- 1989: Staatsgalerie Stuttgart
- 1990: Galerie Jahrhunderthalle Hoechst, ein Projekt des Museums für Moderne Kunst, Frankfurt am Main
- 1994: Thomas Bayrle, Charlotte Posenenske, Peter Roehr: Ein «Frankfurter Raum», Museum für Moderne Kunst, Frankfurt am Main, 8. Juni 1994–15. Januar 1995.
- 2005: Museum für Gegenwartskunst, Siegen, auch Galerie im Taxispalais, Innsbruck
- 2007: documenta 12, Kassel
- 2010: Haus Konstruktiv, Zürich
- 2010: Museum für Moderne Kunst (MMK), Frankfurt am Main, in der Ausstellung Radical Conceptual
- 2011: Museum für Moderne Kunst (MMK), Frankfurt am Main, Ausstellung: MMK 1991–2011. 20 Jahre Gegenwart
- 2012: Kunsthaus Wiesbaden: dasselbe anders / immer dasselbe: Charlotte Posenenske und Peter Roehr
- 2019: Dia Beacon: Charlotte Posenenske: Work in Progress, March 8–September 9, 2019.
- 2020: Kunstsammlung Nordrhein-Westfalen, Düsseldorf: Charlotte Posenenske: Work in Progress, 30. Mai bis 5. August 2020
- 2021: tinyBE • living in a sculpture, Metzlerpark des Museum Angewandte Kunst Frankfurt/Main, Serie E, 4 drehbare Flächen, 1968/2021, Kuratorin Cornelia Saalfrank[14]